# Blanca Roldán Bernal
Blanca Roldán Bernal (Cartagena, 6 de febrero de 1954-Cartagena, 21 de febrero de 2004) fue una arqueóloga, historiadora y política española. Fue conocida por su trabajo de estudio y recuperación del patrimonio arqueológico de Cartagena y sus alrededores, y por su activismo en favor de la protección de aquel patrimonio frente a la presión urbanística.

## Biografía

### Arqueóloga
Nacida en Cartagena el 9 de febrero de 1954, estudió Magisterio y, con posterioridad, se licenció en Filosofía y Letras por la Universidad de Murcia, en la especialidad de Historia Antigua y Arqueología. Formó parte de una de las primeras promociones tituladas en dicha especialidad, y su salida al mercado laboral coincidió con la oportunidad que brindaba la reinauguración en 1982 del Museo Arqueológico Municipal de Cartagena que supuso un impulso a la arqueología de la ciudad, lo que le permitió intervenir en diferentes actuaciones arqueológicas en el casco antiguo auspiciadas por la Comisión de Patrimonio Histórico de la Delegación del Ministerio de Cultura.
Como técnico arqueólogo, Roldán dirigió y publicó informaciones acerca de excavaciones en numerosos puntos de Cartagena y su entorno. Entre sus trabajos en la ciudad destacan los dedicados al cerro del Molinete o Arx Asdrubalis, la muralla púnica, el tramo de calzada romana de la calle de la Caridad –junto a Eulalia Sintas Martínez–, y el puerto, siempre desde el Museo Arqueológico Municipal o el Centro Nacional de Investigaciones Arqueológicas Submarinas.

### Activista y concejala
Debido a su notoria disconformidad con las medidas en urbanismo y patrimonio histórico desarrolladas por el Ayuntamiento de Cartagena, gobernado por el socialista José Antonio Alonso Conesa, la candidatura de su sucesor Antonio Martínez Bernal ofreció a Blanca Roldán concurrir en sus listas como independiente para las elecciones municipales de 1995. Aunque obtuvo el escaño de concejala dentro del grupo municipal socialista, la alcaldía pasó con mayoría absoluta a la popular Pilar Barreiro, cuya política tampoco iba a recibir la aprobación de Roldán.
Así, cuando en 1998 el nuevo gobierno municipal proyectó la construcción de 350 viviendas en una ladera del Molinete, Blanca Roldán se adhirió, como miembro de la Asociación para la Defensa del Patrimonio de Cartagena e impulsora de la Plataforma por la Defensa del Cerro del Molinete, a las movilizaciones vecinales que tenían como objetivo impedir esta edificación y promover en su lugar la constitución de un parque arqueológico en la zona. El éxito de las protestas ciudadanas, que alteraron los planes urbanísticos del Ayuntamiento y en última instancia desembocaron en el acondicionamiento y apertura al público del Molinete como parque arqueológico en octubre de 2011, reportó un especial protagonismo para Roldán, quien en 1999 revalidó el escaño que, de nuevo desde la oposición, le permitió seguir interviniendo en los asuntos consistoriales.
En agosto de 2003 abandonó sin embargo la política por motivo de enfermedad, falleciendo en Cartagena en febrero de 2004.

## Reconocimiento
Desde 2021, Blanca Roldán da nombre a una plaza situada en el entorno del parque arqueológico del Molinete.

## Obra seleccionada
Artículos en publicaciones
- Roldán Bernal, Blanca; Martín Camino, Miguel (1990). «Fragmentos de lucernas tardías procedentes de la calle San Antonio el Pobre de Cartagena». Antigüedad y cristianismo: monografías históricas sobre la Antigüedad tardía (Ediciones de la Universidad de Murcia) (7): 594-5. ISSN 0214-7165.
- Roldán Bernal, Blanca; López Campuzano, Manuel; Vidal Nieto, Milagros (1991). «Contribución a la historia económica de Carthago Nova durante los siglos V y VI d. C.: el vertedero urbano de la calle Palas». Antigüedad y cristianismo: monografías históricas sobre la Antigüedad tardía (Ediciones de la Universidad de Murcia) (8): 305-20. ISSN 0214-7165.
- Martín Camino, Miguel; Roldán Bernal, Blanca (1991). «Púnicos en Cartagena». Revista de arqueología (Madrid: Zugarto Ediciones) (124): 18-25. ISSN 0212-0062.
- Roldán Bernal, Blanca; Pérez Bonet, María Ángeles; Martín Camino, Miguel (1991). «Contribución al conocimiento del área portuaria de Carthago Nova y su tráfico marítimo en época altoimperial». Archivo español de arqueología (Madrid: Consejo Superior de Investigaciones Científicas) 64 (163-164): 272-83. ISSN 0066-6742.
- Roldán Bernal, Blanca; Martín Camino, Miguel (1991-1992). «Nota sobre el comercio marítimo en Cartagena durante época púnica a través de algunos hallazgos subacuáticos». Anales de prehistoria y arqueología (Ediciones de la Universidad de Murcia) (7-8): 151-62. ISSN 0213-5663.
- Roldán Bernal, Blanca; Pérez Bonet, María Ángeles; Martín Camino, Miguel (1995). «El yacimiento submarino del Bajo de la Campana». Cuadernos de arqueología marítima (Cartagena: Museo Nacional de Arqueología Marítima y Centro Nacional de Investigaciones Arqueológicas Submarinas) (3): 11-62. ISSN 1133-5645.
- Roldán Bernal, Blanca; Miquel Santed, Luis Enrique de (1999). «Actuación arqueológica subacuática en la dársena de Escombreras (Cartagena)». Cuadernos de arqueología marítima (Cartagena: Museo Nacional de Arqueología Marítima y Centro Nacional de Investigaciones Arqueológicas Submarinas) (5): 153-76. ISSN 1133-5645.

Colaboraciones en obras colectivas
- Roldán Bernal, Blanca; Martín Camino, Miguel (1991). «Aportación al conocimiento de la presencia fenicia y púnica en litoral del sudeste peninsular». XX Congreso Nacional de Arqueología: celebrado entre los días 25 y 28 de septiembre de 1989, en Santander. Universidad de Zaragoza. pp. 355-62. ISBN 84-600-7775-6.
- Roldán Bernal, Blanca; Frutos, B.; Pinedo Reyes, Juan; Perera Rodríguez, J.; Santos Yanguas, Juan (1994). «El fondeadero de la Playa de la Isla: avance preliminar».  En Molina Martos, Manuel; Cunchillos, Jesús Luis; González Blanco, Antonino, eds. El mundo púnico: historia, sociedad y cultura (Cartagena 17-19 de noviembre de 1990). Murcia: Tres Fronteras Ediciones. pp. 503-16. ISBN 84-7564-160-1.
- Roldán Bernal, Blanca; Miñano Domínguez, Ana Isabel; Martín Camino, Miguel (1995). «El yacimiento arqueológico subacuático del Bajo de la Campana». XXI Congreso Nacional de Arqueología: celebrado en 1991, Albarracín, Teruel 3. Zaragoza: Centro del Libro de Aragón. p. 965-74. ISBN 84-7753-673-2.
- Roldán Bernal, Blanca; Pérez Bonet, María Ángeles; Martín Camino, Miguel (1997). «Ingeniería hidráulica y recursos hídricos en Cartago Nova». Actas del XXIII Congreso Nacional de Arqueología: celebrado del 8 al 11 de marzo de 1995, en Elche 2. Ayuntamiento de Elche. pp. 89-96. ISBN 84-89479-13-5.
- Roldán Bernal, Blanca; Miquel Santed, Luis Enrique de (1999). «Excavaciones en el templo capitolino de Carthago Nova». XXIV Congreso Nacional de Arqueología: [celebrado en] Cartagena, 1997 4. Murcia: Instituto de Patrimonio Histórico de la Región de Murcia. pp. 57-66. ISBN 84-88570-23-6.
- Roldán Bernal, Blanca; Martín Camino, Miguel (2000). «Cerámica de cocina de importación en la Cartagena púnica: los morteros y grandes platos. Siglos III a. C.».  En Barthélemy, Manuela; Aubet Semmler, María Eugenia, eds. Actas del IV Congreso Internacional de Estudios Fenicios y Púnicos: Cádiz, 2 al 6 de octubre de 1995 4. Servicio de Publicaciones de la Universidad de Cádiz. pp. 1615-23. ISBN 84-7786-692-9.
- Roldán Bernal, Blanca; Miquel Santed, Luis Enrique de (2000). «Niveles bizantinos en el Molinete de Cartagena». V Reunión de Arqueología Cristiana Hispánica: Cartagena, 16-19 de abril 1998. Barcelona: Instituto de Estudios Catalanes. pp. 393-402. ISBN 84-7283-502-2.
- Roldán Bernal, Blanca (2003). «El cerro del Molinete de Cartagena: actuaciones arqueológicas recientes».  En Noguera Celdrán, José Miguel, ed. Arx Asdrubalis: arqueología e historia del cerro de Molinete (Cartagena) 1. Ediciones de la Universidad de Murcia. pp. 75-114. ISBN 84-8371-378-0.

- Datos: Q23057850
- Multimedia: Blanca Roldán Bernal / Q23057850